# John Stuart Mill
John Stuart Mill, född 20 maj 1806 i Pentonville i Islington i London, död 8 maj 1873 i Avignon, var en brittisk filosof och nationalekonom samt 1800-talets mest inflytelserika liberala ideolog. 
Han ses ofta som grundaren av den moderna liberalismen, även om han själv inte verkar ha sett sig som detta, utan såg sin liberalism som en fortsättning på de tidigare utilitaristiska tankegångarna. John Stuart Mill var son till den skotske filosofen och nationalekonomen James Mill och gudfader till den kände filosofen och Nobelpristagaren Bertrand Russell. Han gifte sig med sin långvariga älskarinna och medarbetare Harriet Taylor Mill.
Hans mest kända verk är Om friheten (1859), Om det representativa styrelseskicket (1861) och Förtrycket av kvinnorna (1869). Den sistnämnda skriften gör att han av vissa ses som en viktig föregångare inom feminismen.

## Liv
Den uppfostran hans far gav honom var ett våldsamt pedagogiskt experiment. Redan vid tre års ålder började Mill sina språkstudier genom inlärandet av grekiska ord. Därefter fick han lära sig grekiska böjningsformer, och sedan började en omfattande litteraturläsning. Före sju års ålder hade Mill läst en mängd grekiska författare och dessutom digra engelska historiska verk och på kvällarna studerat aritmetik. Som åttaåring fick han börja med latin. Som tolvåring hade han plöjt en stor del också av Roms klassiska litteratur. Fadern, som var hans ende lärare, gav aldrig sonen någon information som han borde kunna sluta sig till på egen hand. Tidigt fick han skriva uppsatser som en del av studierna. I den högre matematiken, i fysik och kemi hade han före tolv års ålder förvärvat omfattande kunskaper. Vid tolv års ålder började han studiet av Aristoteles och Hobbes logik. Då han var 13 år infördes han av fadern i nationalekonomin.
Från maj 1820 till juli 1821 vistades Mill hos vänner i södra Frankrike, där han lärde sig beundra fransmännens öppna, fria sätt att utbyta tankar. Åter i England, bedrev han med iver filosofiska studier. Vid denna tid tänkte han bli jurist. Men då han fullföljde sina juridikstudier genom att läsa Jeremy Benthams skrifter gjorde han bekantskap med en världsåskådning åt vars utbredande han ville ägna sitt liv. Därmed hade han sin livsuppgift given: att som tänkare och skriftställare verka för mänsklighetens utveckling, med största möjliga lycka för största möjliga antal människor som mål.
I förening med åtskilliga liktänkande begåvade unga män bildade han ett ”utilitariskt sällskap”, som från 1822 till 1826 sammanträdde varannan vecka i Benthams hem, och stiftade även en ”speculative debating society” (1825–1829). Frukterna av hans meningsutbyten där med motståndare ser man i Mills Essays on some unsettled questions of political economy (skriven 1831, utgiven 1844) samt i en hel rad uppsatser i den av Mill och hans vänner grundlagda Westminster review.
Men mitt under denna ivriga propaganda träffades han av en andlig kris, som tycktes hota att för alltid bryta hans kraft. Det var den intellektuella överansträngningen och den ensidiga förståndsmässigheten i hans bildning, som nu hämnade sig. Med ens var alla intressen hos honom som döda. Lyckligtvis hade han ett yrkesarbete, som upptog en del av hans tid, eftersom han vid 17 års ålder börjat arbeta på Ostindiska kompaniets tjänst.
Läsningen av Marraontels memoarer, engelska poeter, särskilt Wordsworth, och franska historiska författare gav honom nytt livsinnehåll. Framför allt rönte han inflytande av Saint-Simon och 1841–1844 av Auguste Comte, med vilken han påbörjade en betydelsefull brevväxling. Men djupast verkade måhända det rena, personliga förhållande, som Mill knöt med den rikt begåvade Harriet Taylor, som flera år senare, efter sin förste mans död blev hans hustru. I flera av sina skrifter har Mill prisat henne och hennes andel i dem med de starkaste uttryck, härledande från denna ”framstegens apostel” och ”nästan ofelbara rådgiverska” det bästa, som han velat och tänkt. På ganska kort tid återvann Mill sin spänstighet, men krisen hade gjort hans politiska, sociala och filosofiska åsikter mindre ensidiga genom att öppna hans ögon för de mera individuella och subjektiva faktorerna i människolivet. Men de grunduppfattningar, som han fått av sin fader och av Bentham, lämnade han aldrig principiellt, utan han sökte skaffa utrymme för de nya intressena genom modifikationer, vilkas oförenlighet med principerna han i en för följdriktigheten ofta skadlig utsträckning förbisåg. 
A system of logic, ratiocinative and inductive (1843) och Principles of political economy (1848) var hans närmaste stora verk. Sina allmänna filosofiska åsikter framställde han i Examination of sir William Hamilton's philosophy (1865). Bland hans övriga skrifter bör nämnas On liberty (1859), Dissertions and discussions (1859), Considerations on representative government (1–861; 3:e upplagan 1865), Utilitarianism (tidskriftsartikel 1861, i bokform 1863, Utilitarism, 1885), Auguste Comte and positivism .(tidskriftsartikel 1865), The subjection of women (1869; Kvinnans underordnade ställning, samma år) och Autobiography (1873). Efter hans död utkom Three essays on religion (1874). 
Sin verksamhet i Ostindiska kompaniet fortsatte han tills det upplöstes 1858. Då avgick Mill med pension. Han var också medlem av det engelska parlamentets underhus, där han slöt sig till Gladstone, mellan 1865 och 1868. Gladstone brukade kalla honom ”rationalismens helgon”.

## Verk

### Etik
Inom etiken försökte Mill genomföra en radikal empiri, dock utan att våra mänskliga intressen blir lidande. Han förnekade vardagsdefinitionen av viljans frihet, men ansåg att individens karaktär är viktig, och att den kan förändras genom planmässiga föresatser.
Hans moralfilosofi är utilitaristisk och går ut på att maximera lyckan för alla kännande varelser. Han byggde vidare på Benthams idéer, men höll inte med om dennes optimistiska tanke att individens egennytta sammanfaller med det allmännas bästa. I stället gjorde Mill en psykologisk förklaring av moraliska känslors uppkomst, vilket leder till att människan kan offra sin egen lycka för andras. Dessa moraliska känslor beror inte på något medfött moraliskt sinne, utan är en komplex sammansättning som kan ge en mystisk karaktär. Livet i samhälle vänjer oss vid gemensamma intressen, och motsatserna mellan individens och samhällets intressen minskar då bildningen ökar, och samhället mer organiseras mot medlemmarnas lycka. I ett framtida idealtillstånd ser Mill att åsidosättandet av det allmänna bästa ses som en skurkaktig handling.
Mills största bidrag till utilitarismen var att lyckan inte bara kan mätas i kvantitet. Det finns även en kvalitetsaspekt, där de njutningar som använder sig av högre själskrafter har mer värde än lägre njutningar, som är de som är gemensamma med djuren. Man kan inte nå den verkliga lyckan om man egoistiskt söker den.

### Samhällsvetenskap
Samhällsvetenskapen är för Mill en nödvändig fortsättning av etiken. Om människorna inte är moraliska av egennytta, så blir de det endast genom associationer mellan föreställningarna om den egna lyckan och andras lycka, vilka det är samhällets sak att garantera. Detta gör samhället dels genom lagstiftning, som förändrar förhållandena mellan människorna, dels genom uppfostran, som förändrar människorna själva.
I politiken är Mill demokrat. Han ser faror med demokratin. Men den är enligt hans åsikt den statsform som bäst främjar folkets utveckling, genom att den vädjar om allas medverkan. För att värna minoritetens rätt hänvisar han till den proportionella valmetoden.
I sin skrift Om friheten, som han själv värderade högst bland sina skrifter, utvecklar han skälen för yttrandefriheten och för begränsningen av handlingens frihet endast när andra genom handlingen skulle lida skada. Han trodde på möjligheterna med uppfostran nästan som upplysningstidens tänkare. Han tänkte sig möjligheten av en särskild vetenskap om de olika mänskliga karaktärerna och sätten att påverka deras utveckling. Sina frihetsidéer liksom sin tro på uppfostrans makt tillämpade han på den framför allt genom hans skrifter väckta frågan om kvinnornas situation. Vi vet inte vad kvinnorna duger till, för vi har inte låtit dem pröva sina krafter. Hindren måste undanröjas så att erfarenheten kan visa hur kvinnornas krafter bäst kan tjäna allas lycka. 
Mills bedömning av socialismen utmärks mindre av fördomar än vad som var vanligt bland hans samtida. Han ansåg att socialismens kritik av de bestående sociala förhållandena i flera avseenden är ganska träffande. Med avseende på socialismens positiva förslag gjorde han en bestämd skillnad emellan två typer av socialism: 
1. Den som framträder i Robert Owens och Charles Fouriers förslag och går ut på att bilda en mängd små socialistiska samhällen.
2. Den form som syftar till att lägga ledningen av alla ekonomiska företag i statens händer.

Mill fördömde helt klart typ 2. Med avseende på typ 1 ansåg han att det, om det kunde förverkligas, skulle var lika bra som de då rådande förhållandena, eller till och med bättre. Men han betvivlade att denna form av socialism var möjlig att genomföra, eftersom en nödvändig förutsättning för detta vore en så djup förändring av människans natur att man inte kan hoppas på en sådan förrän i en mycket avlägsen framtid. 
Mill var också starkt övertygad om att en reformerad enskild äganderätt skulle vara mycket bättre än varje slags socialism. Som nödvändiga reformer av nuvarande egendomsförhållanden framhöll han bland annat en betydande inskränkning av arvsrätten, så att endast bröstarvingar skulle äga arvsrätt och även dessa endast till en del av föräldrarnas förmögenhet, samt ganska långtgående inskränkningar i den enskilda äganderätten till jord.
Beträffande jordägande framhöll han att den enskilde jordägaren inte har en ovillkorlig rätt till den höjning av jordegendomens värde som har sin grund i folkmängdstillväxt och dylika andra, av jordägarens åtgöranden helt oberoende konjunkturer, varför det vore önskvärt att staten genom en lämpligt avpassad skatt tillförsäkrade det allmänna frukterna av den värdestegringen. Han förnekade också det berättigade i en lika obetingad äganderätt till jord som till andra föremål, eftersom jorden till sin väsentligaste del är en naturprodukt. Så snart en jordägare använder sin jord på ett sådant sätt att samhällets intressen blir lidande har staten, enligt Mills åsikt, rätt att expropriera den och överlämna den i andra händer. Som ett exempel på detta anförde han jordegendomsförhållandena på Irland och fordrade att de irländska torparna skulle förvandlas till jordägande bönder, som till de nuvarande ägarna skulle erlägga en bestämd oföränderlig årlig ränta. Mill var i allmänhet en varm vän av ett jordägande bondestånd.
Han förordade vidare införande av kooperationssystem, särskilt i form av produktionsföreningar.

### Nationalekonomi

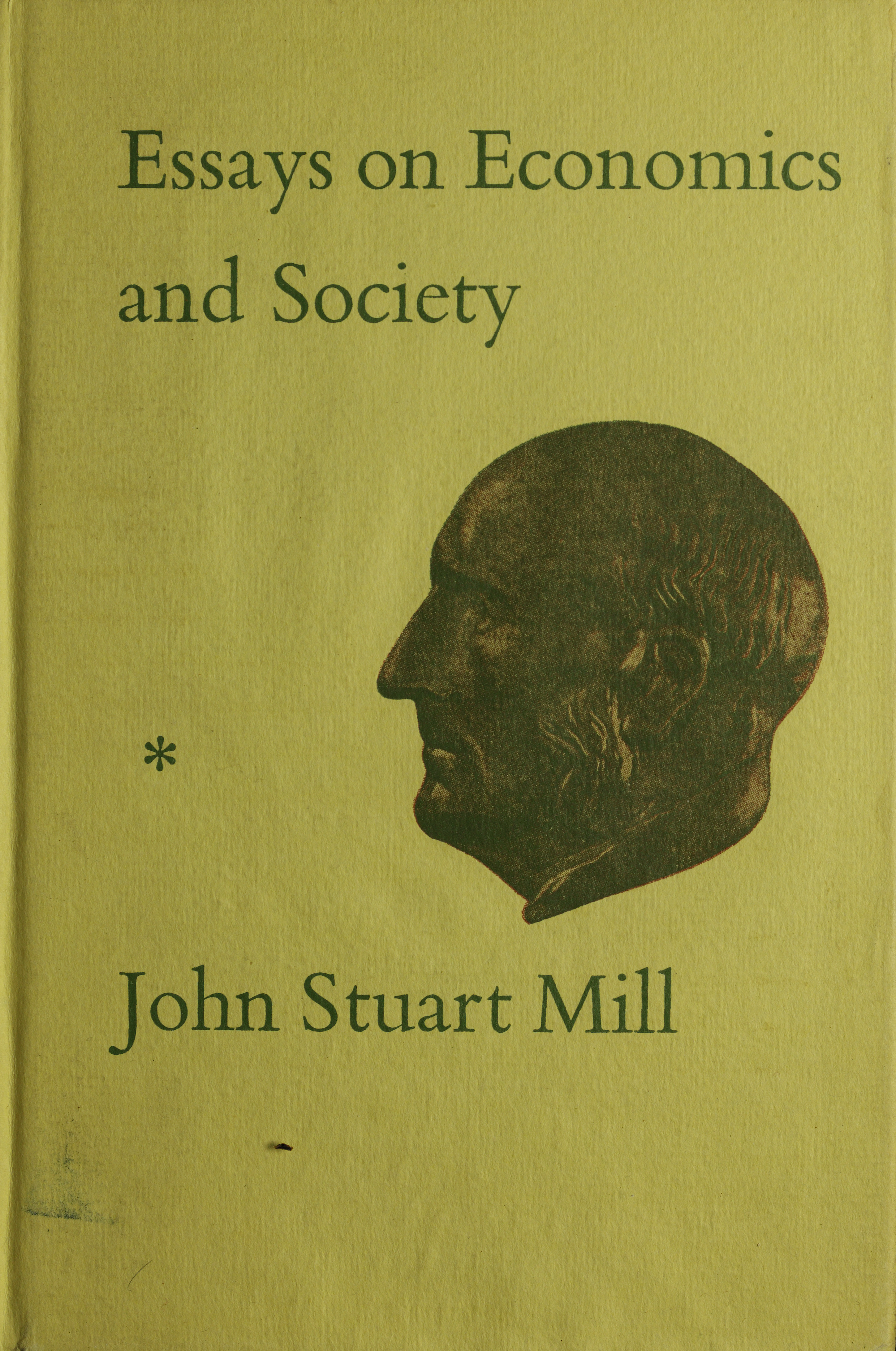
Essays on economics and society, 1967

Mills betydelse som nationalekonom har blivit mycket olika bedömd. Med avseende på den teoretiska delen eller förklaringen av de ekonomiska företeelserna har han i Principles of political economy huvudsakligen sammanfört resultaten av den föregående engelska forskningen.
Större betydelse har hans bidrag till frågan om statens uppgifter inom näringslivet och rörande den sociala frågan. Han betonar, att man vid tillämpning av teorins resultat för praktiska frågors lösning städse bör behålla i sikte, ej blott att varje praktisk ekonomisk reformfråga har även andra beaktansvärda sidor än den rent ekonomiska, utan även att den politiska ekonomins lärosatser, som på grund av den gängse metoden vunnits genom en långt gående abstraktion, icke får tillämpas utan vederbörliga modifikationer i varje särskilt fall. Även om Mill inte lyckades tillfredsställande lösa denna uppgift, innehåller dock hans arbete värdefulla ansatser därtill.
Han var alltså inte anhängare av den så kallade manchesterskolan, även om han tillmätte det enskilda initiativet och den ekonomiska friheten mycket stor betydelse. Han söker inte bara visa att de uppgifter som nödvändigt och under alla förhållanden bör tillkomma staten eller det allmänna, är omfångsrikare än vad manchesterskolan antagit. Han framhåller också att under vissa förutsättningar statens ingripande i näringslivet bör sträcka sig ännu längre. Hans uttalanden om i vilka fall och i vilken utsträckning en sådan utvidgning av statens uppgifter, utöver de som under alla förhållanden är nödvändiga, är på sin plats och är mycket försiktigt hållna och avsågs inte att vara en uttömmande behandling av ämnet. Han ansåg alltså att även om skyddstullar i allmänhet är skadliga, så kan det finnas fall där en skyddstull även i näringslivets intresse kan vara påkallad, nämligen för att inom landet låta nya industrigrenar växa upp. Industrigrenar som i en framtid kan bedrivas med framgång, men vilkas uppkomst skulle vara omöjlig ifall den utländska konkurrensen fick råda ohejdad.
Han förordade fabrikslagstiftning i den mån den avser att skydda barn och minderåriga mot överansträngning och skadligt arbete, men gillade däremot inte obetingat att detta skydd utsträcktes till vuxna kvinnor och ännu mindre till män. Han ansåg att det skulle vara ett otillbörligt ingrepp i myndiga personers handlingsfrihet att mot arbetarnas egen vilja inskränka arbetstiden. Men om större delen av arbetsklassen skulle önska en begränsning av arbetstiden och denna begränsning var nyttig för det allmänna, ansåg han det vara statens skyldighet att med sin lagstiftning inskrida, ifall arbetarna själva inte kunde uppnå sina önskemål.
Rörande sådana företag som (i likhet med vissa kommunikationsanläggningar, gasverk, vattenledningar i städer och dylikt) om de överlåts åt den enskilda företagsamheten, endast kan utföras av stora aktiebolag, vilka till större delen får faktiska monopol på sin rörelse, var Mills åsikt att staten antingen själv bör överta dem eller också bör ingripa i deras verksamhet för att dels kontrollera att de betjänar allmänheten på tillbörligt sätt, dels tillförsäkra staten vederbörlig andel i deras vinst. Han förordade vidare att staten skulle främja och leda utvandringen till och koloniseringen av nya länder med mera.

### Vetenskapsteori
Sin största betydelse i filosofins historia har Mill genom sin logik, där han beskriver metoder för alla empiriska vetenskaper.
Associationspsykologins principer, som han aldrig frigjorde sig från, orsakade dock problem som han inte kunde lösa utan att bli inkonsekvent. Han uppfattade erfarenheten endast som en mångfald sinnesintryck och vårt tänkande som en serie idéassociationer. En självständig medvetandets enhet trodde han sig inte ha upptäckt, utan tvingades stanna vid den underliga teorin om medvetandet som en serie av enskilda föreställningar, en serie som är medveten om sig själv.
All vetenskap, även matematiken, grundar sig enligt Mill på induktion ur erfarenheten, låt vara att man, sedan de allmänna principerna på generaliseringens väg är funna, ger det hela så vitt möjligt deduktiv form. Men för själva induktionens giltighet fordras övertygelsen om verklighetens likformighet, det vill säga antagandet av kausallagens nödvändighet. Men Mill antog tvärtom möjligheten av en verklighet, för vilken ingen kausallag gällde, och betraktade begreppet om naturens likformighet som självt ett resultat av induktion.
Han ville med sin logik formulera villkoren för ett vetande, som grundar sig på erfarenhet och fullt bindande bevis, och syftet var därvid tydligen att komma åt en objektiv verklighet. Men associationspsykologiens åskådningssätt tillät honom i tingen endast se permanenta möjligheter till vissa sinnesintryck. Dessa och liknande svårigheter, som Mill inte kan sägas i sin kunskapsteori ha övervunnit, gör att det bestående värdet i hans logik ligger i vissa detaljer mer än i de allmänna teorierna.
Ryktbarast är hans lära om de fyra induktiva metoderna, vilkas tankegång han på följande sätt formulerar. 
1. Överensstämmelsemetoden: Om två eller flera fall av det fenomen, som skall undersökas, blott har en omständighet gemensam, så är denna omständighet, vari samtliga fallen överensstämmer, orsaken (eller följden) till det givna fenomenet.
2. Differensmetoden: I de fall där den undersökta företeelsen förekommer och i de fall där den inte gör det har alla omständigheter gemensamma utom en, så är den omständigheten orsaken eller ett nödvändigt led i orsaken till företeelsen
3. Restmetoden: Om man i ett fenomen ser bort från de moment, som man genom föregående induktioner vet vara följder av vissa omständigheter, så är resten av fenomenet följd av den eller de återstående omständigheterna.
4. Variationsmetoden: Varje fenomen, som på visst sätt förändras, så ofta som ett visst annat fenomen förändras, är antingen orsak till eller verkan av detta fenomen eller står på annat sätt därmed i orsakssammanhang.

### Religion
Sina religiösa åsikter utvecklade Mill först i de tre essäerna Naturen, Religionens nytta (1850–58) och Teismen (1868–70), som året efter hans död utgavs av hans styvdotter. Till lika förvåning för anhängare som för motståndare visade det sig i dem att den radikale fritänkaren inte bara betraktade religionen som ett viktigt kulturproblem, utan också ansåg den psykologiskt och socialt nödvändig.
I den första avhandlingen kommer han fram till att man inte alls kan uppställa naturen som en förebild för människan eller råda henne att endast följa sin natur, sådan den är henne given. Naturen tar ingen hänsyn till mänsklig lycka eller olycka, och all mänsklig utveckling består i en kamp mot naturen, en strävan att göra denna oss underdånig. Mill är därför inte alls villig att sluta sig till dem som vill ersätta de gamla religionerna med naturdyrkan.
I skriften om teismen kritiserar han bevisen för Guds tillvaro. Intet hittills framställt sådant bevis synes honom bindande. Men å andra sidan anser han ateismen lika omöjlig att bevisa. Han ansluter sig till Comtes lära om de tre stadierna, men gör gällande att även på det positiva stadiet står många olösta spörsmål kvar, som det måste stå fritt att besvara genom tro, bara man inte på detta sätt kommer i strid med erfarenheten. Men det gör man inte genom tron på en personlig Gud. Intet hindrar att man tänker sig denne som god och allvetande. Men är han det kan han inte vara allsmäktig. Det visar lidandet, brotten och orättvisorna i världen. Hans makt måste vara begränsad av något, och sannolikast synes det Mill, att detta är den materia, varav världen är skapad. Denne Gud med begränsad makt behöver vår hjälp för att steg för steg göra världen bättre. Det är idealistens högsta lycka att i denna strävan veta sig vara Guds medarbetare.
I avhandlingen om religionens nytta framhåller Mill att det mänskliga livet, trots alla framsteg, är så fattigt och vårt vetande så begränsat, att vi nödvändigt behöver med fantasin bygga upp åt oss ett ideal att tro på och leva för. Den tjänsten har de positiva religionerna gjort mänskligheten och i stort sett gör de den fortfarande. Uppgiften kunde också enligt Mills åsikt fyllas av tron på mänsklighetens oändliga utveckling. Men han underkänner på intet sätt kristendomens värde och utvecklar särskilt betydelsen av det rena människoideal, som de troende har i Kristus.

### Feminism
1869 publicerade Mill Förtrycket av kvinnorna (engelska: The subjection of women), där han propagerar för kvinnans roll i samhället och mot de för hans tid ojämlika livsvillkoren för kvinnor och män. Skriften gör att Mill ofta ses som en viktig tidig feminist. Den publicerades ett drygt decennium efter hans hustru Harriet Stuart Mills förtidiga död, och vissa gör gällande att hon var den verkliga eller viktigaste feministen i äktenskapet. Hustruns roll för John Stuart Mills tänkande var även tydligt i On liberty (skriven strax efter hennes död), och vissa ser henne som hans litterära musa.
Alla håller inte med om John Stuart Mills viktiga roll inom feminismen. En av hans sentida kritiker är den uttalat liberalismkritiska brittiska filosofen Lorna Finlayson. Hon är också kritisk mot liberalfeminismen, den strömning som genomsyrade mycket av 1800-talets första feministiska våg. Vissa har ansett att Mills skulle vara motståndare mot den könsmässiga uppdelningen på arbetsmarknaden, andra att sådana reservationer – om de finns – endast berodde på en rädsla för att hushållsarbete och barnuppfostran riskerade bli den råa kapitalismens offer.

## Svenska översättningar
- Om det representativa styrelsesättet (Considerations on representative government) (anonym översättning) (Norrköping: Föreningens boktryckeri, 1862)
- Om frihet (On liberty) (översättning F. Berndtson) (Helsingfors: Wikberg, 1865)
- Qvinnans underordnade ställning (The subjection of women) (översättning A. F. Åkerberg) (Edquist, 1869)
- Om orsakerna till arbetslönernas förändringar och hjelpmedel mot låga löner (Ur Principles of political economy) (Edquist, 1880)
- Om friheten (On liberty) (översättning Hjalmar Öhrvall) (Edquist, 1881). 2., översedda uppl.: Bonnier, 1917
- Tre religions-filosofiska afhandlingar (översättning Hjalmar Öhrvall) (Björck, 1883)
- Utilitarism: moralen grundad på nyttans eller lyckans princip (Utilitarianism) (översättning T. och Hjalmar Öhrvall) (Hæggström, 1885). 2., genomsedda uppl.: Bonnier, 1903
- Om tanke- och yttrandefrihet (Ur On liberty) (översättning Hjalmar Öhrvall) (Bonnier, 1889)
- Om individualitetens betydelse för det allmänna bästa (översättning Hjalmar Öhrvall) (Bonnier, 1901)
- Tal hållet i Edinburgh i januari 1871 vid ett möte till förmån för kvinnornas rösträtt (Helsingfors, 1904)
- Om nyttan av religion (översättning Hjalmar Öhrvall) (Verdandi, 1919)
- Om individualitetens betydelse för det allmänna bästa samt Om gränserna för samhällets myndighet över individen (översättning Hjalmar Öhrvall) (Bonnier, 1922)
- Mitt liv (Autobiography) (översättning Anders Byttner) (Natur och kultur, 1925)
- Om friheten (On liberty) (översättning Alf Ahlberg) (Natur och kultur, 1945)
- Om den sociala friheten (On social freedom) (översättning Yngve Kämpe) (Tiden, 1947)
- Förtrycket av kvinnorna (The subjection of women) (översättning Elisabeth Mansén) (Nya Doxa, 1995)
- Utilitarism (Utilitarianism) (översättning Joachim Retzlaff) (Daidalos, 2003)